# 新舞鶴町
新舞鶴町（しんまいづるちょう）は、京都府加佐郡にあった町。現在の舞鶴市の東部、東舞鶴市街地にあたる。

## 地理
- 海洋：舞鶴湾
- 河川：与保呂川

## 歴史
- 1906年（明治39年）7月1日 - 倉梯村の一部（大字北吸・浜・溝尻・森・行永）・志楽村の一部（大字市場および泉源寺の一部）が分立して発足。
- 1907年（明治40年） - 大字泉源寺が大字市場に編入。
- 1938年（昭和13年）8月1日 - 中舞鶴町・倉梯村・与保呂村・志楽村と合併して東舞鶴市が発足。同日新舞鶴町廃止。

## 交通

### 鉄道路線
- 鉄道省
  - 舞鶴線
  - 小浜線
    - 新舞鶴駅（現・東舞鶴駅）

  - 舞鶴線（中舞鶴線、1972年廃止）
    - 新舞鶴駅（現・東舞鶴駅） - 東門駅（のちの北吸駅）

### 道路
- 丹後街道（現・国道27号）

### 港湾
- 舞鶴港（舞鶴東港）

## 町長
- 藤田孫平
- 山口俊一